# Sellersville
Sellersville è una borough degli Stati Uniti d'America, nella contea di Bucks nello Stato della Pennsylvania. Secondo il censimento del 2010 la popolazione è di 4.249 abitanti.

## Società

### Evoluzione demografica
La composizione etnica vede una maggioranza di quella bianca (93,6%), seguita dagli afroamericani (1,8%) dati del 2010.
| borough di Sellersville Popolazione |       |
| 2000                                | 4.564 |
| 2010                                | 4.249 |